# سیارک ۳۰۲۰
سیارک ۳۰۲۰ (به انگلیسی: 3020 Naudts، نامگذاری:1949PR) سه هزار و بیستمین سیارک کشف شده‌است که در ۲ اوت ۱۹۴۹ و در هایدلبرگ کشف شد.
قدر مطلق سیارک برابر ۱۲٫۲۰ است.